# Onur Balkan
Onur Balkan (né le 10 mars 1996 à Izmit) est un coureur cycliste turc.

## Biographie
Il est suspendu du 28 juin 2022 au 27 juin 2025 en raison d'un contrôle positif à l'EPO.

## Palmarès
- 2012
  -  Champion de Turquie du contre-la-montre cadets
- 2013
  -  Champion de Turquie sur route juniors
  -  Champion de Turquie du contre-la-montre juniors
- 2014
  -  Champion de Turquie sur route juniors
  -  Champion de Turquie du contre-la-montre juniors
- 2015
  - 1re étape du Tour de Çanakkale
  - 2e étape du Tour de Mersin
  - 2e étape du Tour de la mer Noire
  - 2e et 3e étapes du Tour d'Ankara
  - 2e étape du Tour d'Aegean
  - 2e du championnat de Turquie du contre-la-montre espoirs
  - 2e du Tour de la mer Noire
  - 3e du Tour de Çanakkale
- 2016
  -  Champion de Turquie sur route
  -  Champion de Turquie sur route espoirs
  - 2e étape du Tour du Maroc
  - 2e du championnat de Turquie du contre-la-montre espoirs
- 2017
  -  Champion de Turquie sur route
  - 3e du championnat de Turquie du contre-la-montre
- 2018
  -  Champion de Turquie sur route
  - 2e étape du North Cyprus Cycling Tour
  - Tour of Mediterrennean : 
    - Classement général
    - 2e et 3e étapes

  - 4e étape du Tour de Mésopotamie
  - Tour de Mevlana
  - 9e étape du Tour du lac Qinghai
  - 3e étape du Tour de Cappadoce
  - 5e étape du Tour de Roumanie
  - 2e du Grand Prix Alanya
  - 2e du Tour de Cartier
  - 2e du Tour de Roumanie
- 2019
  -  Champion de Turquie sur route
  - Grand Prix Justiniano Hotels
  - 3e étape du Tour de Mésopotamie
  - Tour de la mer Noire :
    - Classement général
    - 2e et 3e étapes

  - Bursa Orhangazi Race
  - Grand Prix Velo Erciyes
  - 2e étape du Tour d'Anatolie Centrale
  - Tour de Kayseri : 
    - Classement général
    - 2e étape

  - Fatih Sultan Mehmet Edirne Race
  - 2e du Grand Prix Velo Alanya
  - 2e de la Minsk Cup
  - 2e du Tour d'Anatolie Centrale
  - 2e du Grand Prix Erciyes
  - 3e de la Bursa Yildirim Bayezit Race
  - 3e du Tour de Mevlana
- 2020
  -  Champion de Turquie sur route
  - 2e du Grand Prix Belek
  - 3e du Grand Prix Manavgat
  - 3e du Grand Prix Alanya
- 2021
  -  Champion de Turquie sur route
  - Grand Prix Mediterrennean
- 2022
  - 5e étape du Sharjah Tour
  - Grand Prix Gazipaşa

## Classements mondiaux
| Année                                 | 2015 | 2016 | 2017 | 2018 | 2019 | 2020 | 2021 | 2022  |
| ------------------------------------- | ---- | ---- | ---- | ---- | ---- | ---- | ---- | ----- |
| Classement mondial                    |      | 723e | 765e | 195e | 118e | 255e | 533e | 1049e |
| UCI Europe Tour                       | 97e  | 485e | 472e | 85e  | 97e  | 210e | 429e | 751e  |
| UCI Asia Tour                         | nc   | nc   | nc   | 235e |      |      |      |       |
| UCI Africa Tour                       | nc   | 164e | nc   | nc   |      |      |      |       |
|                                       |      |      |      |      |      |      |      |       |
| Légende : nc = non classéSource : UCI |      |      |      |      |      |      |      |       |